# Have You Ever Been Mellow
Have You Ever Been Mellow is de eerste single van de Party Animals en staat op hun eerste album Good Vibrations. Het nummer kwam uit in 1996. Het nummer bevat een sample van Have You Never Been Mellow van Olivia Newton-John uit 1975. Het refrein werd gebruikt alleen werd "never" vervangen door "ever".

Het nummer stond 11 weken in de Nederlandse Top 40, waarvan 1 week op #1. Het nummer stond op #31 in de jaarlijst van 1996. In 2021 maakten het dj-trio Kris Kross Amsterdam, zanger Antoon en zangeres Sigourney K een bewerking van het lied met de titel Vluchtstrook.

## Cd-single
1. Have You Ever been Mellow ? (Flamman & Abraxas radio mix)
2. Used & Abused (Amnesia mix)
3. Have You Ever Been Mellow? (Tekno Mafia mix)
4. E.H.B.O.
5. Gabber Baby (feat. Het Amsterdams Gabberkoor)

## Hitnotering
| "Have You Ever Been Mellow" in de Nederlandse Top 40 - binnen: 20-01-1996 | "Have You Ever Been Mellow" in de Nederlandse Top 40 - binnen: 20-01-1996 | "Have You Ever Been Mellow" in de Nederlandse Top 40 - binnen: 20-01-1996 | "Have You Ever Been Mellow" in de Nederlandse Top 40 - binnen: 20-01-1996 | "Have You Ever Been Mellow" in de Nederlandse Top 40 - binnen: 20-01-1996 | "Have You Ever Been Mellow" in de Nederlandse Top 40 - binnen: 20-01-1996 | "Have You Ever Been Mellow" in de Nederlandse Top 40 - binnen: 20-01-1996 | "Have You Ever Been Mellow" in de Nederlandse Top 40 - binnen: 20-01-1996 | "Have You Ever Been Mellow" in de Nederlandse Top 40 - binnen: 20-01-1996 | "Have You Ever Been Mellow" in de Nederlandse Top 40 - binnen: 20-01-1996 | "Have You Ever Been Mellow" in de Nederlandse Top 40 - binnen: 20-01-1996 | "Have You Ever Been Mellow" in de Nederlandse Top 40 - binnen: 20-01-1996 | "Have You Ever Been Mellow" in de Nederlandse Top 40 - binnen: 20-01-1996 |
| Week                                                                      | 1                                                                         | 2                                                                         | 3                                                                         | 4                                                                         | 5                                                                         | 6                                                                         | 7                                                                         | 8                                                                         | 9                                                                         | 10                                                                        | 11                                                                        |                                                                           |
| ------------------------------------------------------------------------- | ------------------------------------------------------------------------- | ------------------------------------------------------------------------- | ------------------------------------------------------------------------- | ------------------------------------------------------------------------- | ------------------------------------------------------------------------- | ------------------------------------------------------------------------- | ------------------------------------------------------------------------- | ------------------------------------------------------------------------- | ------------------------------------------------------------------------- | ------------------------------------------------------------------------- | ------------------------------------------------------------------------- | ------------------------------------------------------------------------- |
| Nummer                                                                    | 26                                                                        | 16                                                                        | 6                                                                         | 1                                                                         | 2                                                                         | 2                                                                         | 5                                                                         | 6                                                                         | 11                                                                        | 15                                                                        | 32                                                                        | uit                                                                       |

| "Have You Ever Been Mellow" in de Nederlandse Single Top 100 - binnen: 03-02-1996 | "Have You Ever Been Mellow" in de Nederlandse Single Top 100 - binnen: 03-02-1996 | "Have You Ever Been Mellow" in de Nederlandse Single Top 100 - binnen: 03-02-1996 | "Have You Ever Been Mellow" in de Nederlandse Single Top 100 - binnen: 03-02-1996 | "Have You Ever Been Mellow" in de Nederlandse Single Top 100 - binnen: 03-02-1996 | "Have You Ever Been Mellow" in de Nederlandse Single Top 100 - binnen: 03-02-1996 | "Have You Ever Been Mellow" in de Nederlandse Single Top 100 - binnen: 03-02-1996 | "Have You Ever Been Mellow" in de Nederlandse Single Top 100 - binnen: 03-02-1996 | "Have You Ever Been Mellow" in de Nederlandse Single Top 100 - binnen: 03-02-1996 | "Have You Ever Been Mellow" in de Nederlandse Single Top 100 - binnen: 03-02-1996 | "Have You Ever Been Mellow" in de Nederlandse Single Top 100 - binnen: 03-02-1996 | "Have You Ever Been Mellow" in de Nederlandse Single Top 100 - binnen: 03-02-1996 |
| Week                                                                              | 1                                                                                 | 2                                                                                 | 3                                                                                 | 4                                                                                 | 5                                                                                 | 6                                                                                 | 7                                                                                 | 8                                                                                 | 9                                                                                 | 10                                                                                |                                                                                   |
| --------------------------------------------------------------------------------- | --------------------------------------------------------------------------------- | --------------------------------------------------------------------------------- | --------------------------------------------------------------------------------- | --------------------------------------------------------------------------------- | --------------------------------------------------------------------------------- | --------------------------------------------------------------------------------- | --------------------------------------------------------------------------------- | --------------------------------------------------------------------------------- | --------------------------------------------------------------------------------- | --------------------------------------------------------------------------------- | --------------------------------------------------------------------------------- |
| Nummer                                                                            | 18                                                                                | 1                                                                                 | 2                                                                                 | 2                                                                                 | 3                                                                                 | 7                                                                                 | 11                                                                                | 23                                                                                | 31                                                                                | 40                                                                                | uit                                                                               |

### NPO Radio 2 Top 2000
| Nummer met noteringen in de NPO Radio 2 Top 2000 | '18  | '19  | '20  | '21  |
| ------------------------------------------------ | ---- | ---- | ---- | ---- |
| Have You Ever Been Mellow                        | 1962 | 1928 | 1858 | 1755 |

1. ↑  Een vetgedrukt getal geeft de hoogste notering aan.
2. ↑  2018 was het eerste jaar met een notering voor dit nummer.
3. ↑  Deze tabel is bijgewerkt tot en met de laatste editie (2024).